# 卡蒂巴
卡蒂巴（葡萄牙語：Caatiba）是巴西巴伊亚州的一个市镇。总面积655.581平方公里，总人口10367人，人口密度15.8人/平方公里。